# فال نیک
فالِ نیک: پیشگویی‌های مو شکافانه ی اَگنِس ناتِر، جادوگر (انگلیسی: Good Omens: The Nice and Accurate Prophecies of Agnes Nutter, Witch) رمانی کمدی است حاصل همکاری دو نویسنده ی انگلیسی تری پرچت و نیل گیمن. داستان آن درباره ی زاده شدن پسر شیطان و آمدن آخرالزمان است.

## مجموعه تلویزیونی
در سال ۲۰۱۹ آمازون استودیوز و بی‌بی‌سی استودیوز بر اساس این رمان مجموعه تلویزیونی فال نیک را تولید و منتشر کردند.